# ناتالیا بیلاخوستیکوا
ناتالیا نیکلایونووا بیلاخوُستیکوا (روسی: Ната́лья Никола́евна Белохво́стикова؛ زادهٔ ۲۸ ژوئیهٔ ۱۹۵۱) بازیگر اهل روسیه است.
از فیلم‌ها یا برنامه‌های تلویزیونی که وی در آن نقش داشته‌است می‌توان به تهران ۴۳ اشاره کرد.
وی همچنین برندهٔ جوایزی همچون جایزه دولتی اتحاد شوروی و هنرمند مردمی جمهوری شوروی فدراتیو سوسیالیستی روسیه شده‌است.